# 天津海滨人民医院
天津海滨人民医院，位于天津市滨海新区海滨街创业路。

## 历史
前身是始建于1964年1月的天津市大港油田总医院，是一家综合性二级甲等医院，是天津医科大学教学医院。该院2020年2月4日起停止普通门急诊，被征用作为新型冠状病毒肺炎患者的集中收治医院。